# 1990 DM3
1990 DM3 är en asteroid i huvudbältet som upptäcktes den 24 februari 1990 av den belgiske astronomen Henri Debehogne vid La Silla-observatoriet.
Asteroiden har en diameter på ungefär 4 kilometer.